# Therapie nach dem Album
Therapie nach dem Album ist das zweite Mixtape des österreichischen Rappers RAF Camora.
Es erschien am 24. September 2010 über D-Bos Label Wolfpack Entertainment und ist das auf Therapie vor dem Album (2008) folgende Mixtape.

## Produktion
Das Mixtape wurde von RAF Camora selbst (7 Songs) sowie den Musikproduzenten Tobstarr (2), The Royals (5), KD-Supier (4), Abaz (1), DJ Eff-X (1) und Max Mostley (1) produziert.
Alle Lieder wurden im Digipendenza-Studio in Berlin aufgenommen, für das Mixing und Mastering war RAF Camora selbst verantwortlich.

## Covergestaltung
Das Albumcover ähnelt sehr dem des Vorgängers Therapie vor dem Album aus dem Jahr 2008, jedoch ist RAF Camoras Logo abgeändert. Man sieht RAF Camora auf seinem eigenen Grabstein sitzen. Auf dem Grabstein befindet sich der Schriftzug RAF Camora 2003–2010. In seiner Hand hält er ein brennendes Blatt Papier. Auf dem unteren Viertel des Covers steht in schwarzer Schrift der Titel Therapie vor dem Album. Auf dem Wort vor liegt mit roter Schrift nach. Darunter sind alle Features aufgelistet. Er trägt das gleiche T-Shirt wie beim Cover von Therapie vor dem Album, jedoch in einer anderen Farbe.

## Gastbeiträge
Auf dem Mixtape befinden sich insgesamt fünf Songs mit Gastbeiträgen. Auf dem Song Schwarzer Rabe schlüpft der Rapper Sprachtot in die Rolle eines schwarzen Raben, der den Protagonisten vor dem Selbstmord schützen will. Auf dem Titel Reise nach Jerusalem sind Nazar und Manuellsen vertreten, wobei Nazar zusätzlich auf Bevor ich gehe zu hören ist. Beim Remix des im Jahr 2009 erschienenen Songs Yo rappen neben RAF Camora auch Nazar, Chakuza, JokA, MoTrip, Tua, D-Bo, K.I.Z-Mitglied Tarek und Silla mit. Auf Bad Like We sind außerdem die beiden jamaikanischen Reggae-Sänger Konshens und Delus zu hören.

## Titelliste
| #  | Titel                            | Gastmusiker                                                  | Produzent(en)         | Länge |
| -- | -------------------------------- | ------------------------------------------------------------ | --------------------- | ----- |
| 1  | Intro                            |                                                              | Tobstarr              | 1:29  |
| 2  | Was ich will                     |                                                              | Tobstarr              | 2:37  |
| 3  | Ihr & Ich                        |                                                              | The Royals            | 3:40  |
| 4  | Schwarzer Rabe                   | Sprachtot                                                    | The Royals            | 2:50  |
| 5  | Beef                             |                                                              | KD-Supier             | 4:03  |
| 6  | Mah Jah                          |                                                              | The Royals            | 3:55  |
| 7  | Reise nach Jerusalem             | Nazar & Manuellsen                                           | The Royals            | 2:02  |
| 8  | Traumatisiert                    |                                                              | Abaz, RAF Camora      | 3:06  |
| 9  | Party zu 5 oder 10               |                                                              | KD-Supier             | 2:52  |
| 10 | Independenza                     |                                                              | RAF Camora            | 2:21  |
| 11 | Kranich                          |                                                              | KD-Supier             | 3:15  |
| 12 | 5 Haus                           |                                                              | The Royals            | 3:17  |
| 13 | Wo ist mein Kroko?               |                                                              | RAF Camora            | 2:37  |
| 14 | Yo (Remix)                       | Nazar, Chakuza, JokA, MoTrip, Tua, D-Bo, Tarek K.I.Z & Silla | RAF Camora            | 4:58  |
| 15 | Bad Like We                      | Konshens & Delus                                             | RAF Camora            | 3:42  |
| 16 | Solange du gut aussiehst (Remix) |                                                              | DJ Eff-X              | 4:09  |
| 17 | Fakkermusik (Remix)              |                                                              | Max Mostley           | 4:18  |
| 18 | Bevor ich gehe                   | Nazar                                                        | RAF Camora            | 3:00  |
| 19 | Outro (inkl. Hidden Track)       |                                                              | KD-Supier, RAF Camora | 7:54  |

## Chartplatzierungen und Singles
Das Mixtape konnte nur in Österreich die Charts erreichen. Es stieg am 8. Oktober 2010 auf Platz 42 in die Albumcharts ein und war bereits in der nächsten Woche nicht mehr in der Hitparade vertreten.
| ChartsChartplatzierungen | Höchstplatzierung | Wochen |
| ------------------------ | ----------------- | ------ |
| Österreich (Ö3)          | 42 (1 Wo.)        | 1      |

Knapp drei Monate vor der Veröffentlichung wurde das Lied Independenza zum kostenlosen Download bereitgestellt. Zwei Wochen vor dem Release wurde Wo ist mein Kroko? ebenfalls als Freetrack veröffentlicht. Einen Tag nach der Veröffentlichung erschien das Video zum Song Beef. Danach trat RAF Camora unter anderem in der Internetausstrahlung Halt die Fresse von Aggro.TV auf, in welcher er den Song Independenza präsentierte. Das letzte Video zu Therapie nach dem Album wurde zum Intro gedreht.

## Rezeption
„Nichts an Therapie nach dem Album ist wirklich schlecht, perfekt kann die CD jedoch schon aufgrund ihres bloßen Anspruches nicht sein. Sie wirkt vielmehr wie ein Echo der vorherigen RAF Camora-Releases – und genau das will sie auch sein. Mit dem ständigen Zitieren der Vorgängeralben äußert der Rapper nie den Anspruch mit Therapie nach dem Album eine HipHop-CD für die Ewigkeit zu schaffen, sondern lediglich einen qualitativ hochwertigen Nachschlag für alle RAF-Jünger rauszubringen. Somit liegt uns hier ein sehr gutes Streettape vor, auf dem vielleicht die ganz großen Tracks fehlen, das aber ein idealer Lückenfüller im Deutschrapfrühherbst des Jahres 2010 darstellt. Eine gute Nachricht zum Schluss noch: RAF Camora ist kerngesund.“

„RAF Camora ist nicht leicht zu beschreiben. Denn RAF ist keiner, der stagniert. RAF bewegt sich. Bewegt sich zwischen den Genres. Zwischen niveaulosem Fakker-Rap und anspruchsvollem Storytelling. Und manchmal eben auch zwischen Genie und Wahnsinn. Das wird auf seinem neuen Tonträger Therapie Nach Dem Album auch wieder mal bewiesen. Die Zukunft ist da, jetzt wird wieder therapiert.“

## Hidden Track
Nach dem Outro folgt ein zusätzlicher Hidden Track.
Nach einer Pause nach dem Outro hört man Glockengeläute und einen Priester (gesprochen von Chakuzas Manager Hamadi) bei der surrealen Beerdigung RAF Camoras predigen. Dabei wird er jedoch von Hadi El-Dor, dem Manager von Bizzy Montana und Vega, unterbrochen. Er hält ebenfalls eine kurze Rede über RAF Camora und sein Werk, in welcher er sich jedoch negativ über ihn auslässt. Nach El-Dors Rede beginnt ein Freund Camoras, René Eder, zu sprechen. Er entschuldigt sich bei RAF Camora. Danach kommt das wahre Outro, in dem RAF Camora von der Gebärmutter aus redet, denn er wird offenbar wiedergeboren.